# Équipe d'Ukraine féminine de hockey sur gazon
L'équipe d'Ukraine féminine de hockey sur gazon est l'équipe représentative de l'Ukraine dans les compétitions internationales féminines de hockey sur gazon. 

## Palmarès

### Jeux olympiques
L'Ukraine n'a jamais participé au tournoi féminin de hockey sur gazon des Jeux olympiques.

### Coupe du monde
- 2014 : 14e.

### Championnat d'Europe
- 1999 : 7e.
- 2003 : 5e.
- 2005 : 6e.
- 2007 : 8e.

### Championnat d'Europe II(ex-Nations Trophy)
- 2009 : 6e
- 2011 : 5e
- 2013 : 6e
- 2015 : 8e
- 2017 : 6e
- 2019 : 7e
- 2023 - 4e

### Championnat d'Europe III
- 2021 :  Champion

### Ligue mondiale
- 2012-2013 : Abandon au deuxième tour
- 2014-2015 : 32e
- 2016-2017 : 24e

### Hockey Series
- 2018-2019 : 7e du tournoi final de Banbridge